# Češnjevek, Cerklje na Gorenjskem
Češnjevek este o localitate din comuna Cerklje na Gorenjskem, Slovenia, cu o populație de 147 de locuitori.